# Асоциация „Българска книга“
Асоциация „Българска книга“ (АБК)  е единствената организация на книгоиздатели, книготърговци и литературни агенти в България. Тя е сдружение с нестопанска цел в частна полза, основано през 1994 г. със седалище в София. В Асоциацията членуват книгоиздатели, книготърговци и литературни агенти, които произвеждат над 90% от книжната продукция в страната.
Дейността на Асоциацията е насочена към запазване и развитие на националното книгоиздаване, съобразно стандартите на ЕС, насърчаване развитието на българската книга като универсален продукт на националната култура в общоевропейската съкровищница и стимулиране на четенето като основен фактор за духовно развитие на личността. През 2006 г. АБК разработва национална програма „Четяща България“ и дългосрочната „Стратегия за устойчиво развитие на книжния пазар“.
Асоциацията е сред 17-те институции, които изготвят и подписват Меморандум за формиране на национална политика за четене, изработване на общи позиции и предприемане на съвместни действия за устойчиво развитие на българското книгоиздаване, книготърговия, библиотеки и народни читалища.

## Членства
Асоциация „Българска книга“ е член на:
- Федерацията на книгоразпространителите в Европа (EBF)
- Федерацията на европейските книгоиздатели (FEB)

## Дейности

### Панаири
- Организира Софийския международен панаир на книгата[2] – най-мащабния книжен форум в България, в който участват най-големите български издателства и множество чуждестранни представителства. Всяка година на „Софийския международен панаир на книгата“ се поставя акцент върху културата и литературата на една фокусна държава;
- Организира „Пролетния базар на книгата“[3], ежегодно събитие в София;
- Организира „Алея на книгата“, която се провежда на открито с много съпътстващи събития. Всяко лято „Алея на книгата“ пътува през няколко града в България. Обособява се градски културен кът, където се разполагат шатрите на българските издателства и се организират събития, с участието на жителите на града и популярни български автори; През 2012 г. алеята беше приятел на Бургас[4]. През 2016 тя е гост на Варна[5], Пловдив[6] и София[7].
- Представя България с национален щанд на престижни международни изложения в Европа.

### Кампании
- Организира Национална кампания [8] от 2 до 23 април – целите на кампанията са да повиши интереса към четенето и книгите сред децата от детските градини и началния курс на обучение в училищата, да се ангажира обществото за изграждане на връзка между книгите и най-малките. По време на „Похода на книгите“ се организира двудневен базар на детската книга, Литературен трамвай, в който всяка събота, докато трае инициативата, пътниците могат да се насладят на различни четения и срещи с автори; организират се посещения на детски градини и училища, където известни българи четат на децата своите любими книжки;
- Провежда медийни кампании и празници на книгата за популяризиране на четенето като фактор за духовно развитие на личността.

### Награди
- Присъжда награда „Златен лъв“ за най-добре издадена книга;
- Присъжда награда „Рицар на книгата“ за заслуги в развитието на книжния сектор, за утвърждаване на българската книга и четенето по случай Международния ден на книгата и авторското право – 23 април.

### Обучителни форми
- Организира семинари, обучения и курсове с цел повишаване на подготовката и квалификацията на своите членове.

### Законодателни инициативи
- Работи с държавните институции за хармонизиране на българското законодателство съобразно европейските стандарти.

## Председатели
Информацията в списъка подлежи на допълване.
- Раймонд Вагенщайн
- Надежда Кабакчиева, председател на асоциацията от 2003 до 2005 г.[9]
- Дамян Яков, председател на асоциацията от 2005 до 2009 г.
- Веселин Тодоров, председател на асоциацията от 2009 до 2017 г.[10][11]
- Велизара Добрева, председател на асоциацията от 2017 до 2021 г.[12][13][14][15]
- Десислава Алексиева, председател на асоциацията от 2021 до 2025 г.
- Петя Господинова, председател на асоциацията от 2025 г.[16]